# Melas (Sohn des Phrixos)
Melas (altgriechisch Μέλας Mélas; das gleichlautende Adjektiv bedeutet „schwarz“, „dunkel“) ist in der griechischen Mythologie ein Sohn des Phrixos und der Chalkiope, der Tochter des Aietes. Als Geschwister hatte er die Brüder Argos, Phrontis und Kytisoros. Pausanias erwähnt als weiteren Bruder Presbon. Melas hatte von Eurykleia einen Sohn namens Hyperes.
Wie seine Brüder Argos, Phrontis und Kitysoros nahm auch Melas an der Argonautenfahrt teil und spielte eine gewisse Rolle. Denn Melas wuchs mit seinen Brüdern in Kolchis auf. Nach dem Tod des Vaters brachen sie auf, um die frevelhafte Behandlung ihres Vaters durch Athamas vor seiner Flucht nach Kolchis zu rächen, strandeten dabei aber auf der Insel des Ares im Schwarzen Meer. Von dort wurden sie durch Jason und die Argonauten gerettet. Als Jason erfuhr, dass Melas und seine Brüder Enkel des Aietes waren, überzeugte er die Brüder, mit ihm nach Kolchis zurückzukehren. Sie sollten ihm helfen, das Goldene Vlies zu finden. Außerdem sollten sie wertvolle Informationen über Gelände und Sicherheitsmaßnahmen über Kolchis liefern können. Nachdem das Vlies erobert war, kehrten die Brüder mit den Argonauten nach Griechenland zurück.
Nach Melas soll der Μέλας πόντος Mélas póntos oder Μέλας κόλπος Mélas kólpos, ein Meerbusen in der Ägäis, die heutige Bucht von Saros im Thrakischen Meer, benannt worden sein.